# Nina Dobrev
Nikolina Konstantinova Dobreva, znana pod poklicnim imenom Nina Dobrev, bolgarsko-kanadska igralka in manekenka, * 9. januar 1989, Sofija, Bolgarija.
Najbolj je znana po njeni vlogi Elena Gilbert iz serije Vampirski dnevniki (The Vampire diaries). V seriji je igrala dva karakterja. Eleno Gilbert in Katherine Pierce. Leta 2009 je dobila to vlogo. Vampirske dnevnike je zaradi ločitve s soigralcem Ianom Somerrhalderjem zapustila po končani šesti sezoni. Leta 2016. 

## Zasebno življenje
Pri dveh letih starosti je družina emigrirala v Kanado. Dobro govori francosko, angleško in bolgarsko. Njena mama je umetnica, oče pa računalničar. Ima tudi starejšega brata Alexandra Dobreva.Leta 2010 je dobila vlogo Elene Gilbert v televizijski nadaljevanki The Vampire Diaries oz. Vampirski Dnevniki
Med snemanjem serije Vampirski dnevniki je začela hoditi s svojim igralskim kolegom, Ianom, kasneje sta se razšla.